# جد پروتی
جد پروتی (انگلیسی: Jed Prouty؛ ‏ ۶ آوریل ۱۸۷۹ – ۱۰ مهٔ ۱۹۵۶) بازیگر اهل ایالات متحده آمریکا بود.
از فیلم‌ها یا برنامه‌های تلویزیونی که وی در آن نقش داشته‌است، می‌توان به مخمصه، دو هفته مرخصی، ماجرای پرشور هالیوود، یکصد مرد و یک زن، بانوی لکه دار شده، نوای برادوی، تعطیلی شیطان، جشن هالیوود، و ستاره ای متولد شده‌است اشاره کرد.